# آنتونیو روسو (بازیکن فوتبال)
آنتونیو روسو (انگلیسی: Antonio Russo؛ زادهٔ ۱ فوریهٔ ۲۰۰۰) بازیکن فوتبال است.